# Ragenfrido
Ragenfrido (también Ragenfredo, Raganfrido, o Ragamfredo) (? - 731) fue mayordomo de palacio de Neustria y Borgoña desde 715, cuando llenó el vacío en Neustria causado por la muerte de Pipino de Heristal, hasta que Carlos Martel finalmente se estableció sobre todo el reino franco en 718.  
El origen de su poder fue el Vexin. Dagoberto III, quien le nombró frente a Teodoaldo, nieto y heredero de Pipino, y su abuela Plectruda, pero fue ignorado por ambos.  
En 716, Ragenfrido y el sucesor de Dagoberto, Chilperico II, lucharon en las tierras pipinidas: el Mosa y las Ardenas. Se aliaron con un antiguo enemigo de Dagoberto, el duque Radbod de Frisia, y derrotaron a Carlos cerca de Colonia, donde había sido asediado por Plectruda y Teodoaldo. Ragenfrido acudió y Chilperico forzó a Plectruda a entregar la mayor parte del tesoro de Austrasia, la reclamación de su nieto al mayorazgo y a reconocer a Chilperico como rey.  
En esta situación, Carlos instaló a su propio rey Merovingio, Clotario IV. Ragenfrido y su rey se aliaron con Odón el Grande, duque de Aquitania independiente desde 715, pero fueron derrotados en Amel (al norte de Sankt Vith) en 716, y en marzo de 717, en Vincy, cerca de Cambrai, y en 718 en Soissons. Ragenfrido perdió el poder y huyó a Angers; no obstante, no abandonó. Cuando París y el valle del Loira fueron conquistados y Odón abandonó a Chilperico, a quien Carlos finalmente aceptó (sometido) en 719, Ragenfrido se entregó (720) y fue privado de su cargo; solo le quedaron sus tierras en Anjou.  
En 724, los neustrios se rebelaron acaudillados por Ragenfrido, pero fueron fácilmente derrotados. Entregó a sus hijos como rehenes a cambio de mantener su condado. Vivió hasta 731.
| Precedido por Teodoaldo | Mayordomo de Palacio de Neustria 714-717 | Sucedido por Carlos Martel |